# 韦尔斯乡村县

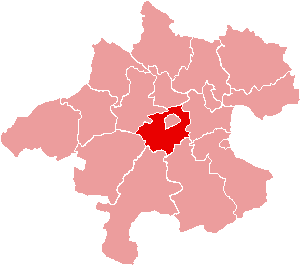
韦尔斯乡村县在上奥地利州的位置

韦尔斯乡村县（德語：Bezirk Wels-Land）是奥地利上奥地利州所辖的一个县。总面积457.7平方公里，总人口63004，人口密度138人/平方公里（2001年）。行政中心位于韦尔斯。

## 行政区域
韦尔斯乡村县辖有24个市镇。